# تاكويا إيوانامي
تاكويا إيوانامي (باليابانية: 岩波 拓也) (مواليد 18 يونيو 1994) هو لاعب كرة قدم. يلعب مع منتخب اليابان تحت 23 سنة لكرة القدم. سبق له أن لعب في الألعاب الأولمبية الصيفية 2016 مع منتخب بلاده.

## وصلات خارجية
- تاكويا إيوانامي على موقع الاتحاد الدولي (مؤرشف)  (الإنجليزية)
- تاكويا إيوانامي على موقع رابطة كرة القدم اليابانية للمحترفين (اليابانية)
- تاكويا إيوانامي على موقع إي إس بي إن إف سي (الإنجليزية)
- تاكويا إيوانامي على موقع قاعدة بيانات كرة القدم.إي يو (الإنجليزية)
- تاكويا إيوانامي على موقع Soccerbase.com (لاعب) (الإنجليزية)
- تاكويا إيوانامي على موقع Soccerway.com (الإنجليزية)
- تاكويا إيوانامي على موقع عالم كرة القدم.نت (الإنجليزية)
- تاكويا إيوانامي على موقع كووورة
- تاكويا إيوانامي على موقع أوليمبيديا (الإنجليزية)